# Długosz (roślina)

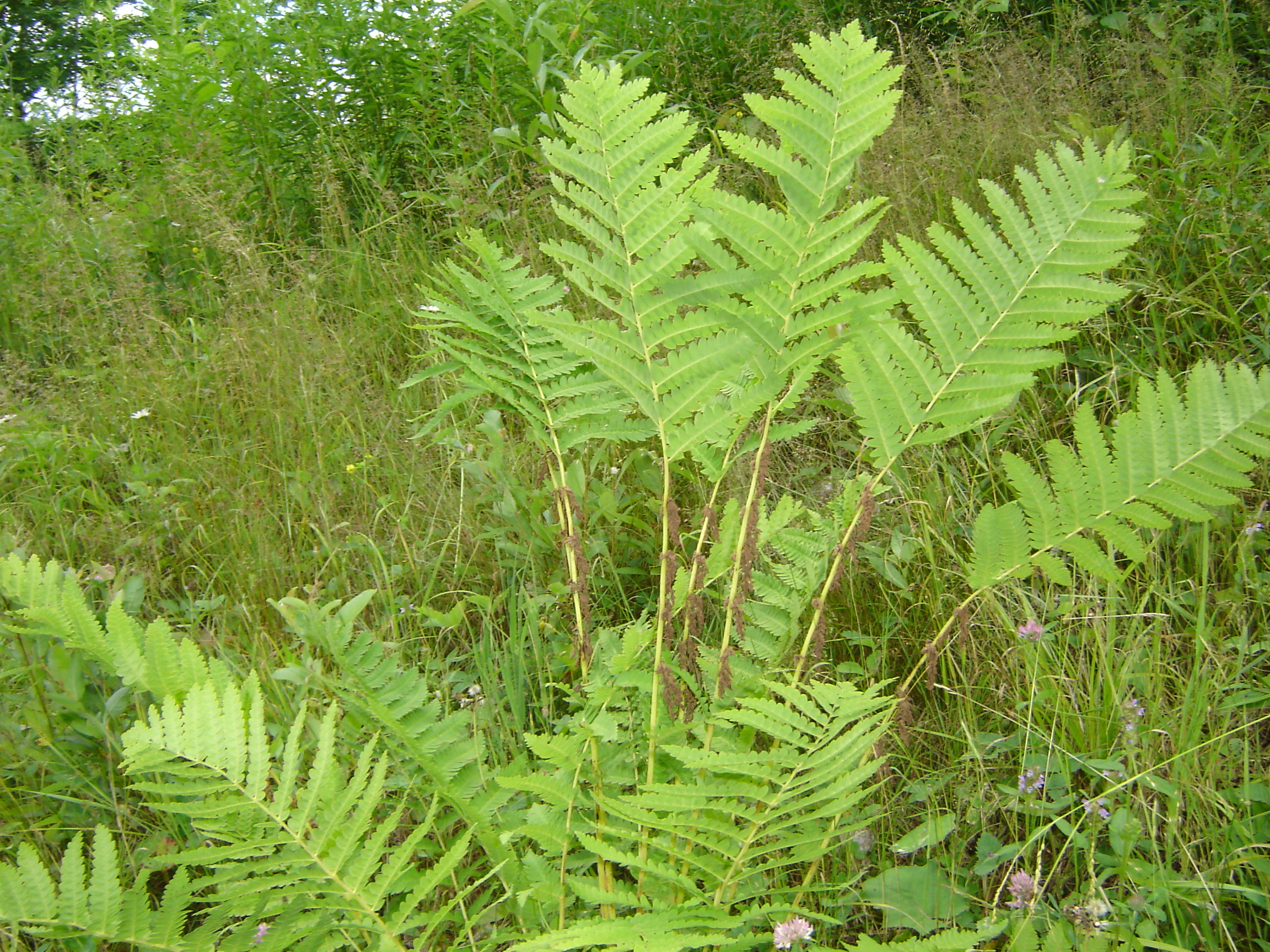
Osmunda claytoniana

Długosz (Osmunda L.) – rodzaj paproci obejmujący ok. 12–15 gatunków o zasięgu kosmopolitycznym, aczkolwiek nieciągłym – na dużych obszarach brak przedstawicieli rodzaju. Do flory Polski należy jeden gatunek – długosz królewski O. regalis. Długosze są paprociami naziemnymi, rosnącymi zazwyczaj w wilgotnych i mokrych lasach, także nad rzekami.

## Morfologia
PokrójByliny osiągające do 2 m wysokości, z krótkim, pełzającym i często okazałym, na końcu wznoszącym się kłączem.
LiścieOkazałe, pojedynczo lub podwójnie pierzasto podzielone. Zróżnicowane na liście lub części liści asymilacyjne i przekształcone w sporofile. U poszczególnych gatunków zarodnie powstają w określonych partiach liści – np. u długosza królewskiego na szczycie liścia, u niektórych gatunków w środkowej jego części, a u innych całe liście są modyfikowane w sporofile.

## Systematyka
Jeden z trzech rodzajów w ujęciu Smitha i in. z 2006, czterech lub sześciu w ujęciu systemu PPG I z 2016 rodziny długoszowatych (Osmundaceae) z monotypowego rzędu długoszowców (Osmundales) stanowiącego z kolei klad bazalny w obrębie klasy paproci (Polypodiopsida).
Wykaz gatunków
- Osmunda abyssinica (Kuhn) A.E.Bobrov
- Osmunda angustifolia Ching
- Osmunda banksiifolia (C.Presl) Kuhn
- Osmunda claytoniana L. – długosz Claytona
- Osmunda herbacea Copel.
- Osmunda hilsenbergii Grev. & Hook.
- Osmunda hybrida Tsutsumi, S.Matsumoto, Y.Yatabe, Y.Hiray. & M.Kato
- Osmunda japonica Thunb.
- Osmunda javanica Blume
- Osmunda lancea Thunb.
- Osmunda mildei C.Chr.
- Osmunda pilosa Wall. ex Grev. & Hook.
- Osmunda regalis L. – długosz królewski
- Osmunda × ruggii R.M.Tryon
- Osmunda spectabilis Willd.
- Osmunda vachellii Hook.